# Primera
Pour les articles homonymes, voir Primera (homonymie).
Albums de Especia
AMARGA
(22 mai 2013) Mirage
(10 août 2016)
Albums par Especia
GUSTO
(28 mai 2014) CARTA
(26 février 2016)
Vidéos par Especia
Viva Discoteca Especia 2014
(1er octobre 2014)
Primera est le troisième EP du groupe japonais Especia sorti en 2015, et premier disque du groupe à sortir sur un label « major » (après plusieurs disques sortis sur un label indépendant, dit « indie »).
Il est notamment le premier disque du groupe à cinq membres après une formation stable de six membres de décembre 2012 à octobre 2014 ; et le dernier EP avec le même effectif.

## Détails de l'album
Cet opus, produit par Schtein & Longer du groupe SCRAMBLES, sort le 18 février 2015 en deux éditions : régulière (CD de 9 titres au total) et limitée (CD avec titres bonus). Il atteint la 30e place du classement hebdomadaire des ventes de l'Oricon.
Le CD de l'édition régulière contient au total 9 titres inédites avec 3 interludes (incluant les pistes n°6 et 9). Celui de l'édition limitée inclut un disque bonus contenant des titres du mini album sous des versions remixées et instrumentales. Existe aussi une édition spéciale titrée Primera ~Selection~ contenant les chansons principales sans les interludes (pistes de courte durée).
lI s'agit du premier disque du groupe désormais réduit à cinq membres après qu'un des membres Akane Sugimoto l’a quitté en octobre 2014 ; il est notamment le premier à sortir sous un label major Version Music (du label Victor Entertainment), comme pourrait l’indiquer le titre de cet EP (« primera » terme espagnol signifiant « première »). Cet mini album est le premier d'Especia à sortir en éditions régulière et limitée.
À l'issue de cet opus, est organisé un concert 「Primer Gusto」~Especia “Primera” Release Party~ et des séances d'autographes afin de fêter la sortie de l'album. Ces événements ont lieu le 18 février à Osaka et le 1er mars 2015 à Yokohama dans la préfecture de Kanagawa.

### Particularité des chansons
La musique est directement inspirée de la musique américaine des années 1980 et 1990, mélangeant la j-pop avec les styles occidentaux comme le disco, soul et funk, styles de musique habituellement utilisés par le groupe.
Par ailleurs, la toute première chanson We are Especia ~Nakinagara Dancing~ est la chanson d'ouverture et la plus longue de l'album. Sa particularité le fait qu'elle soit divisée en trois parties : la première partie de la chanson est une phrase dite par l'un des membres du groupe : « J'avais un rêve de chanter devant des gens d'un très jeune âge. » (私は小さい頃から人前で歌うのが夢でした。, Watashi wa chiisai koro kara hito mae de utau no ga yumedeshita.) ; la deuxième est que la chanson commence par le chant des membres du groupe sous un air de ballade pendant moins de trois minutes ; la suite de la chanson arrive en troisième et dernière partie ; il s'agit de la véritable chanson cette fois-ci avec un ton plus « disco » et ambiançante.
La deuxième chanson West Philly comporte d'autres styles occidentaux tels que le new jack swing et jazz, style nouvellement utilisé par le groupe.

## Musiques vidéos
La musique vidéo en version courte de la chanson inédite We are Especia ~Nakinagara Dancing~ est mise en ligne sur YouTube début janvier 2015 afin de promouvoir la sortie de l'album. Peu après, la musique vidéo d'une chanson de l'album Secret Jive en version courte également est publié en février suivant.

## Membres
Membres crédités sur l'album : 
- Haruka Tominaga (leader)
- Chika Sannomiya
- Chihiro Mise
- Monari Wakita
- Erika Mori

## Listes des titres
| 1. | We are Especia ~Nakinagara Dancing~ (We are Especia ~泣きながらダンシング~) | 9:45 |
| 2. | Interlude                                                                   |      |
| 3. | West Philly                                                                 | 5:25 |
| 4. | Sweet Tactics                                                               | 4:32 |
| 5. | Secret Jive (シークレット・ジャイヴ)                                        | 5:23 |
| 6. | Skit                                                                        |      |
| 7. | Sayonara Cruisin (さよならクルージン)                                       | 4:49 |
| 8. | Security Lucy                                                               | 5:08 |
| 9. | Outro                                                                       |      |

| 1. | Secret Jive (PellyColo M1 Fantasy Remix) (シークレット・ジャイヴ)     |  |
| 2. | Sayonara Cruisin (PellyColo Rainbow Steam Remix) (さよならクルージン) |  |
| 3. | Security Lucy (Insecure Booty Mix)                                    |  |
| 4. | Security Lucy (VINYL7 DUB)                                            |  |
| 5. | West Philly (instrumental)                                            |  |
| 6. | Sweet Tactics (instrumental)                                          |  |
| 7. | Secret Jive (instrumental)                                            |  |
| 8. | Sayonara Cruisin (Instrumental)                                       |  |
| 9. | Security Lucy (Instrumental)                                          |  |